# Thermokauter
Ein Thermokauter (altgriechisch θερμὁς thermós „warm“ und καίω kaio „brennen“) ist ein in der Medizin verwendetes chirurgisches Instrument zur gezielten Zerstörung von Gewebe.
Die als Kauterisation bezeichnete gezielte Zerstörung von Gewebe dient einer schnellen Blutstillung. Sie findet daher u. a. Anwendung bei Operationen am männlichen Glied, etwa bei der Beschneidung. Historisch erfolgte die Erhitzung des metallischen Operationsinstruments zunächst im Feuer. Eine historisch häufige Bauform stellt der 1876 von Claude André Paquelin (1836–1905) eingeführte gasbetriebene Paquelin-Brenner (oder Paquelinscher Thermokauter) dar, der eine mit fein verteiltem Platin gefüllte hohle Platinspitze zum Glühen bringt. Elektrisch erhitzte Kauter bezeichnet man auch als Galvanokauter oder moderner als Elektrokauter.
Elektrokauter kommen bei ophthalmochirurgischen Eingriffen zum Einsatz, bspw. bei Schieloperationen. Hier sorgen sie für einen schnellen Wundverschluss in stark durchbluteten Gebieten, wie zum Beispiel den Muskelinsertionen der vertikalen Obliqui, denen die Vortexvenen direkt benachbart sind. Zudem werden sie in bestimmten Fällen beim Durchtrennen von Muskelgewebe und Sehnen verwendet. Auch beim sogenannten Limbusschnitt lassen sich mit einer vorsichtigen Kauterisierung die Gefäße schonend verschließen.
Einen weiteren ophthalmologischen Einsatzbereich für den Elektrokauter stellt die Entfernung kleiner Lid- und Bindehauttumoren dar sowie der Verschluss des Tränenpünktchens bei pathologisch „trockenem Auge“.